# Бохдан Винярски
Бохдан Стефан Винярски (на полски: Bohdan Stefan Winiarski) е полски юрист, професор в Университета в Познан, съдия и председател на Международния съд в Хага, член на Полската академия на знанията, член на парламента на Втората полска република от Народния национален съюз и Националната партия. Изследователските му интереси включват международното публично право и държавното право. Смятан е за един от най-изявените експерти в света по правни въпроси на международната комуникация, особено речните комуникации. Той е един от създателите на статута на Международния съд в Хага.

## Биография
Роден е на 27 април 1884 г. в Бохданов, близо до Новогрод, Ломжански окръг. През 1905 – 1909 г. учи право във Варшавския и Ягелонския университет, където през 1910 г. защитава докторат. Допълва обучението си в университетите в Париж и Хайделберг (1910 – 1911). Член е на Националната лига преди 1914 г. През 1911 – 1914 г. изнася лекции по френско политическо право и руско административно и политическо право в Полското училище за политически науки и във висшите курсове А. Баранецки в Краков, а в периода 1916 – 1917 г. – по историята на системата на полските земи през XIX век при Висшите полски курсове в Петроград (Русия). От 1921 г. Винярски изнася лекции по международно публично право в Познанския университет, в който от 1922 г. ръководи катедрата по международно право; през 1930 г. е назначен за редовен професор, в годините 1936 – 1939 е декан на Юридическия факултет. През 1933 г. преподава речно право в Академията за международно право в Хага, а по време на Втората световна война – международно право в Оксфордския университет.
През 1919 г. е юрисконсулт на полската делегация на Мирната конференция в Париж. Член е на полската делегация на конференцията за комуникация и транспорт в Барселона и на Първия конгрес на Обществото на народите (1921 г.); след това става член и по-късно вицепрезидент (1924 – 1927) на Постоянния комитет за комуникации и транзит на Обществото на народите. През 1926 – 1939 г. е председател на комисията по речно право на Обществото на народите. Той представлява Полша в Международната Одерска комисия (1923 – 1931), през 1929 г. действа относно правния статут на Одер пред Съда в Хага.
Още в гимназията е активист на патриотични младежки организации („Przyszłość“, „X“, „Czerwona Róża“), през 1903 – 1909 г. е член на борда на Полския младежки съюз „Zet“ и за тази дейност лежи известно време в руски затвор във Варшава. От 1914 г. е секретар на правната секция на Полския национален комитет във Варшава, Петроград и Париж. През 1924 – 1927 г. изпълнява ролята на комисар по ликвидацията на германски имоти в района на бившата пруска делба. След майския преврат през 1926 г. той става член на управителния съвет на провинциалния комитет на Държавната организация за отбрана в Познан, който събира противниците на Пилсудски. През 1928 – 1935 г. е депутат от Националната партия.
След германската агресия срещу Полша през септември 1939 г. Бохдан Винярски е арестуван от германците и до ноември е затворен в кметството на Познан като заложник; след това е депортиран в Генералното губернаторство. През януари 1940 г. успява да отиде в Париж, а след това в Лондон. От април 1941 г. президент на Полската банка, назначен от полското правителство в изгнание. Сътрудник на Владислав Сикорски, той се обявява против политиката на Националната партия в изгнание. След войната решава да прехвърли златните резерви, собственост на Bank Polski SA, на правителството във Варшава, евакуирано през 1939 г. от страната. Като признание за тази заслуга, през 1946 г. той е повишен от Временното правителство на националното единство до длъжността съдия в Международния съд в Хага. Заема тази длъжност до 1967 г., като през 1961 – 1964 г. е председател на Трибунала.
През 1939 г. е назначен за член-кореспондент на Полската академия на изкуствата и науките. Той също така е член на Варшавското научно дружество (от 1950 г.), Познанското дружество на приятелите на науките (от 1923 г.) и Американската академия за политически и социални науки. През 1929 г. става член-кореспондент, през 1947 г. редовен член на Института по международно право в Хага; през годините 1964 – 1967 е президент на този институт.
Почива на 4 декември 1969 г. в Познан.

## Отличия
Доктор хонорис кауза на Вроцлавския университет (1965 г.); носител на Почетния знак на Полския Червен кръст, Командирския кръст на Ордена на Румънската корона и Офицерския кръст на Ордена на Почетния легион (Франция).

## Публикации
Той е автор на редица научни трудове, включително:
- Ученията на Дюги за правото и държавата (Nauka Duguita o prawie i państwie), 1909 г.
- От ковачницата на международното право (Z kuźnicy prawa międzynarodowego), 1910
- Авиация и право (Lotnictwo i prawo)1911
- Руско-финландски конституционен спор (Zatarg konstytucyjny rosyjsko-finlandzki), 1911
- Относително представителство и избирателна реформа във Франция (Przedstawicielstwo stosunkowe i reforma wyborcza we Francji), 1913
- Правната и политическа система на Галисия (Ustrój prawno-polityczny Galicji), 1915
- От съображения относно административната съдебна система (Z rozważań nad sądownictwem administracyjnym), 1916
- Интернационалността на полската кауза (Międzynarodowość sprawy polskiej), 1917
- Политическите институции в Полша през XIX век (Les institutions politiques en Pologne au XIX siecle), 1922
- Германия в Полша и Обществото на нациите (Niemcy w Polsce a Liga Narodów), 1922
- Полските реки от гледна точка на международното право (Rzeki polskie ze stanowiska prawa międzynarodowego), 1922
- Споразумение с Гданск (Umowa z Gdańskiem), 1922
- Еврейският въпрос в лицето на международното право (Kwestia żydowska wobec prawa międzynarodowego), 1923
- Политическата система на полските земи през XIX век (Ustrój polityczny ziem polskich w XIX wieku), 1923
- Сигурност, арбитраж, разоръжаване (Bezpieczeństwo, arbitraż, rozbrojenie), 1928
- Как се ражда една държава (Comment nait un Etat), 1928
- Кодификация на международното право (Kodyfikacja prawa międzynarodowego), 1930
- Ипотека на речни кораби в Полша (Hipoteka na statkach rzecznych w Polsce), 1933
- Макиавели, Монтескьо и протоколите на магьосниците от Сион (Machiavelli, Monteskiusz i Protokóły Mędrców Sjonu), 1934
- Организация на правните науки (Zagadnienia organizacji studiów prawniczych), 1937
- Международно комуникационно право (Komunikacyjne prawo międzynarodowe), 1938
- Около Уорсел (Dokoła Worcella), 1939

Подготвя за публикуване „Кралство Полша. Документи за правоотношенията на Кралство Полша с Руската империя“ (1914 г., с Мачей Радзивил) и „Избор на източници за изследване на международното право“ (1938 г.).